# Melody A.M.
A 2001-es Melody A.M. a Röyksopp duó debütáló nagylemeze. Az album dalai több TV-reklámban és számítógépes játékban is feltűntek: a Remind Me a GEICO egyik biztosítási reklámjában szerepelt, amíg az Eple az Apple Mac OS X v10.3 telepítőjének háttérzenéje lett. A Poor Leno egyik újrakevert változata az SSX 3 snowboardjáték betétdala volt.
2007. november 21-én az album szerepelt a The Guardian 1000 album, amit hallanod kell, mielőtt meghalsz sorozatában. A lemez bekerült az 1001 lemez, amit hallanod kell, mielőtt meghalsz című könyvbe is. 2009. november 24-én a Verdens Gang, Norvégia legnagyobb napilapja az évtized legjobb norvég albumának nevezte a Melody A.M.-et.
2005-re az lemezből világszerte 750 000 példányt értékesítettek, ebből 400 000-et az Egyesült Királyságban.

## Az album dalai
|     | Cím                  | Szerző(k)                           | Hossz |
| --- | -------------------- | ----------------------------------- | ----- |
| 1.  | So Easy              | Röyksopp, Burt Bacharach, Hal David | 3:44  |
| 2.  | Eple                 | Röyksopp                            | 3:36  |
| 3.  | Sparks               | Röyksopp, Anneli Drecker            | 5:23  |
| 4.  | In Space             | Röyksopp                            | 3:30  |
| 5.  | Poor Leno            | Röyksopp, Erlend Øye                | 3:57  |
| 6.  | A Higher Place       | Röyksopp                            | 4:31  |
| 7.  | Röyksopp's Night Out | Röyksopp                            | 7:30  |
| 8.  | Remind Me            | Röyksopp, Øye                       | 3:39  |
| 9.  | She's So             | Röyksopp, Peter Thomas              | 5:23  |
| 10. | 40 Years Back\Come   | Röyksopp, Michael Manring           | 4:45  |

## Közreműködők
- Röyksopp – producer, hangszerelés
- Anneli Drecker – ének (Sparks)
- Jo Hillier – A&R
- Rune Lindbæk – extra imput (A Higher Place és 40 Years Back\Come)
- Ole J. Mjøs – koproducer (A Higher Place)
- Erlend Øye – ének (Poor Leno és Remind Me)
- Marte Rognerud – belső fényképek
- Ole Vegard "05" Skauge – basszusgitár (A Higher Place)
- Sølve Sundsbø – borítókép
- Tom Hingston Studio – design

## Fordítás
Ez a szócikk részben vagy egészben a Melody A.M. című angol Wikipédia-szócikk ezen változatának fordításán alapul.  Az eredeti cikk szerkesztőit annak laptörténete sorolja fel. Ez a jelzés csupán a megfogalmazás eredetét és a szerzői jogokat jelzi, nem szolgál a cikkben szereplő információk forrásmegjelöléseként.